# Xã Osage, Quận Dent, Missouri
Xã Osage (tiếng Anh: Osage Township) là một xã thuộc quận Dent, tiểu bang Missouri, Hoa Kỳ. Năm 2010, dân số của xã này là 429 người.